# Индустриална зона (квартал на Шумен)
Квартал „Индустриална зона“ се намира в югоизточната част на Шумен. Започва на югоизток от кръстовището на бул. „Мадара“ и улиците „Съединение“, „Владайско въстание“ и „Калиакра“ и обхваща територията от двете страни на булевард „Мадара“. Площта му е ограничена на североизток и югоизток от жп линията, на югозапад от бул. „Ришки проход“, на северозапад от улиците „Калиакра“, „Владайско въстание“ и „Шуменска комуна“.
В индустриалната зона се намират производствените цехове на фирми от различни браншове – производство на мебели и оборудване за сградите и дома, тежкотоварни автомобили, бяла техника, търговски складове и предприятия за производството на храни, спедиторски центрове. Тук се намират и множество автокъщи, бензиностанции, магазини и обслужващи звена за автомобили. В района е разположено и митническото бюро и редица звена на комунална и обслужваща администрация на града.